# Ekapol Poolpipat

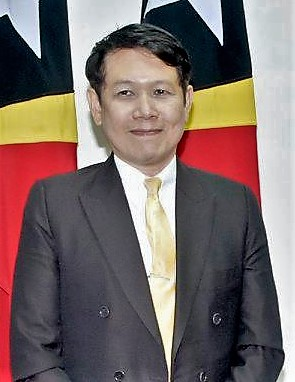
Ekapol Poolpipat (2020)

Ekapol Poolpipat ist ein thailändischer Diplomat.
Ekapol war zuvor stellvertretender Generaldirektor für Europäische Angelegenheiten im Außenministerium Thailands, als er am 23. Oktober 2019 zum thailändischen Botschafter in Osttimor ernannt wurde. Er löste damit Danai Karnpoj ab. Ekapols Amtszeit endete 2023.